# 以马内利会堂

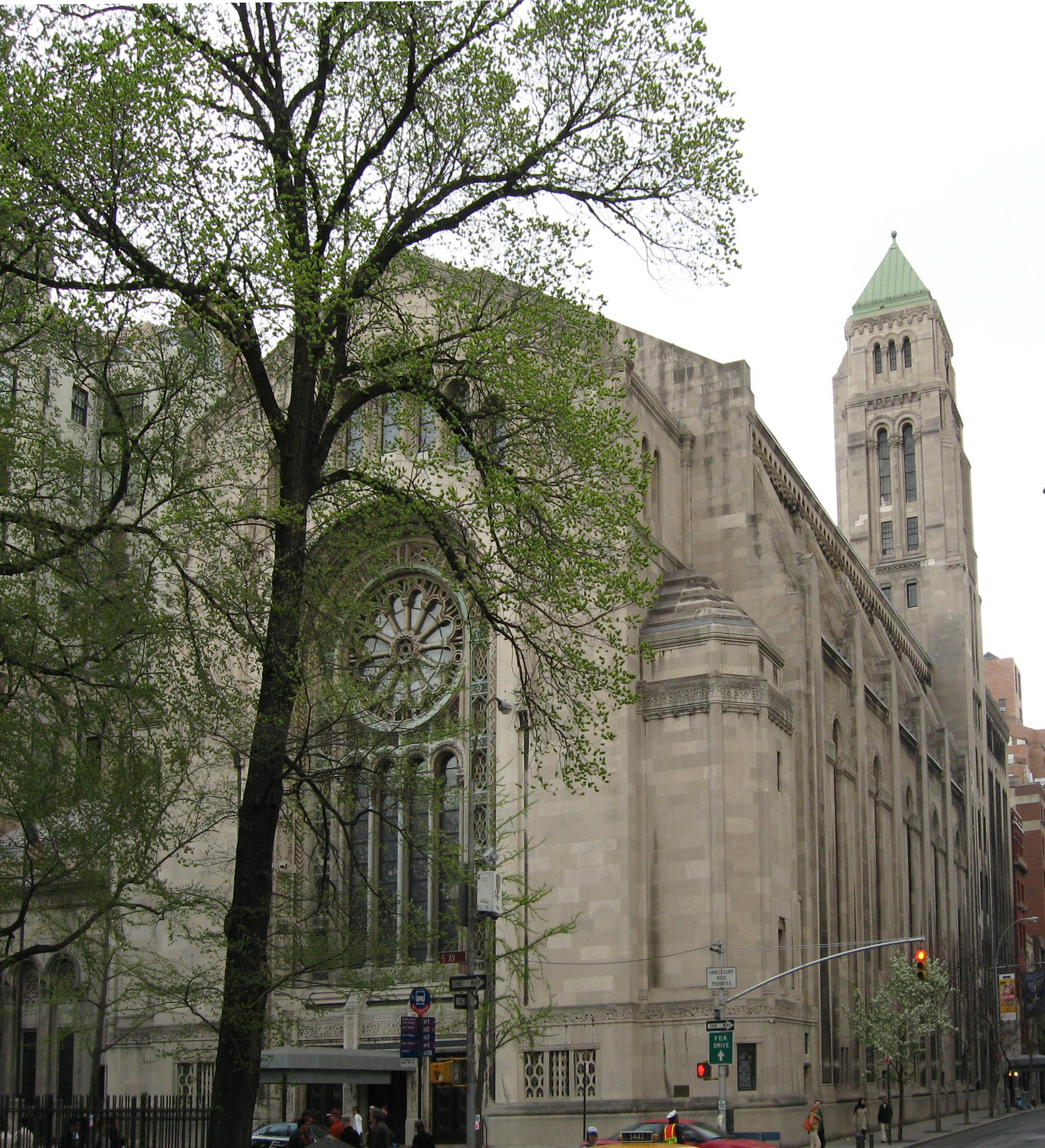
以马内利会堂

以马内利会堂（Temple Emanu-El of New York，“以马内利”意为“神与我们同在”）是美国纽约的第一座犹太教改革派会堂，由于其规模和声望，自1845年创立起，就成为该派的旗舰会堂。这座罗曼复兴式建筑位于曼哈顿的第五大道，普遍认为是世界上最美丽的犹太会堂之一。它略大于布达佩斯的烟草街会堂，那是欧亚大陆最大的犹太会堂。
这座会堂目前包括3000个家庭，由David M. Posner拉比领导。